# Округ Стрый
Округ Стры́й (нем. Bezirk Stryj, Стры́йский уе́зд, пол. Powiat stryjski) — административная единица коронной земли Королевства Галиции и Лодомерии в составе Австро-Венгрии, существовавшая в 1867—1918 годах. Административный центр — Стрый.
Площадь округа в 1879 году составляла 18,7429 квадратных миль (1078,47 км2), а население 75 878 человек. Округ насчитывал 105 поселений, организованные в 93 кадастровых муниципалитета. На территории округа действовало 2 районных суда — в Стрые и Сколе.
С 1 января 1911 года часть территории округа отошла к новообразованному округу Сколе.
После Первой мировой войны округ вместе со всей Галицией отошёл к Польше.